# Представа (ТВ серија)
Представа (енгл. The Act) америчка је телевизијска мини-серија коју су створили Ник Антоска и Мишел Дин за Hulu. Радња је заснована на животу Џипси Роуз Бланчард (Џои Кинг) и убиству њене мајке, Ди-Ди Бланчард (Патриша Аркет), која је оптужена да је малтретирала своју ћерку тако што је измислила болест и инвалидитет. Аркет је освојила награду Еми за програм у ударном термину.

## Радња
Серија прати причу о Џипси Бланчард (Џои Кинг), која се налази у инвалидским колицима због наводне болести. Одрастајући, њен однос са својом презаштитничком мајком (Патриша Аркет) почиње да се погоршава јер она све више инсистира на својој независности. Побуни се јој мајка, која је свој живот посветила бризи о њој, постаје све заштитнија, контролишућа и насилнија, посебно усред њеног покушаја да истражи своју сексуалност.

## Улоге
| Глумац        | Улога               |
| ------------- | ------------------- |
| Патриша Аркет | Ди-Ди Бланчард      |
| Џои Кинг      | Џипси Роуз Бланчард |
| Анасофија Роб | Лејси Хачес         |
| Клои Севињи   | Мелани Хачес        |
| Калум Ворди   | Ник Годџон          |

## Епизоде
| Бр. еп. | Наслов | Редитељ              | Сценариста                         | Премијера       |
| ------- | ------ | -------------------- | ---------------------------------- | --------------- |
| 1       |        | Лор де Клермон Тонер | Ник Антоска и Мишел Дин            | 20. март 2019.  |
| 2       |        | Лор де Клермон Тонер | Ден Диц                            | 20. март 2019.  |
| 3       |        | Адам Аркин           | Робин Фајт                         | 27. март 2019.  |
| 4       |        | Кристина Чоу         | Мишел Дин                          | 3. април 2019.  |
| 5       |        | Стивен Пит           | Ник Антоска и Лиса Лонг            | 10. април 2019. |
| 6       |        | Лор де Клермон Тонер | Хедер Марион                       | 17. април 2019. |
| 7       |        | Хана Фидел           | Ден Диц и Робин Фајт               | 24. април 2019. |
| 8       |        | Стивен Пит           | Ник Антоска, Мишел Дин и Лиса Лонг | 1. мај 2019.    |